# Владиславка (Білоцерківський район)
Владисла́вка — село в Україні, у Сквирській міській громаді Білоцерківського району Київської області. Населення становить 78 осіб.

## Географія
Через село тече річка Холоп, права притока Субоді.

## Населення

### Мова
Розподіл населення за рідною мовою за даними перепису 2001 року:
| Мова       | Кількість | Відсоток |
| ---------- | --------- | -------- |
| українська | 73        | 93.59%   |
| російська  | 5         | 6.41%    |
| Усього     | 78        | 100%     |

1. ↑  Рідні мови в об'єднаних територіальних громадах України — Український центр суспільних даних